# Bodrum
Bodrum ist eine Stadtgemeinde (Belediye) im gleichnamigen Ilçe (Landkreis) der Provinz Muğla in der türkischen Ägäisregion und gleichzeitig ein Stadtbezirk der 2012 gebildeten Büyükşehir Belediyesi Muğla (Großstadtgemeinde/Metropolprovinz). Seit der Gebietsreform ab 2013 ist die Gemeinde flächen- und einwohnermäßig identisch mit dem Landkreis.

## Geographie

### Geographische Lage
Die Stadt liegt an der ägäischen Küste, dem Binnenland abgewandt, in einer theaterförmigen Geländeausbuchtung aus den Ausläufern des Taurusgebirges. Die Küstenlandschaft bei Bodrum ist durch Inseln, Halbinseln, Buchten und Kaps reich gegliedert. In etwa einer halben Stunde erreicht man per Schiff die griechische Insel Kos.

Der Kreis/Stadtbezirk liegt auf einer Halbinsel, die im Norden und Osten an Milas grenzt, ansonsten ist Bodrum vom Wasser der Ägäis umgeben. Es ist der westlichste Teil der Provinz/Büyükşehir, hat die größte Bevölkerung sowie die höchste Bevölkerungsdichte der Provinz, etwa dreieinhalbmal höher als der Wert der Provinz.

## Verwaltung
Der Kreis (bzw. Kaza als Vorläufer) existierte schon vor Gründung der Türkischen Republik 1923. Zur ersten Volkszählung, am 28. Oktober 1927 wurden in den 27 Dörfern und der Stadt Bodouroum (damalige, an das französisch angelehnte Schreibweise; 4290 Einw.) 15.694 Einwohner (auf 690 km² Fläche) gezählt.
(Bis) Ende 2012 bestand der Landkreis neben der Kreisstadt aus zehn Stadtgemeinden (Belediye: Bitez, Göltürkbükü, Gümüşlük, Gündoğan, Konacık, Mumcular, Ortakentyahşi, Turgutreis, Yalı und Yalıkavak) sowie 20 Dörfern (Köy) in drei Bucaks (Karaova, Ortakent und Turgutreis), die während der Verwaltungsreform 2013/2014 in Mahalle (Stadtviertel/Ortsteile) überführt wurden. Die zwölf existierenden Mahalle der Kreisstadt blieben erhalten, während die 26 Mahalle der zehn o. g. Belediye vereint und zu je einem Mahalle reduziert wurden. Durch Herabstufung dieser Belediye und der Dörfer zu Mahalle stieg deren Anzahl auf 42. Ihnen steht ein Muhtar als oberster Beamter vor.
Ende 2020 lebten durchschnittlich 3.242. Menschen in jedem Mahalle, 12.078 Einw. im bevölkerungsreichsten (Çırkan Mah.).

## Geschichte
Bodrum, das antike Halikarnassos (altgriechisch Ἁλικαρνασσός), ist vor allem durch das Mausoleum berühmt, ein Grabmal, das sich der persische Satrap und König von Karien Mausolos II. noch zu Lebzeiten errichten ließ. Das riesige Mausoleum galt als eines der sieben Weltwunder der Antike. Nach ihm wurden ähnliche Bauwerke „Mausoleen“ genannt. Es wurde vermutlich im 14. Jahrhundert durch ein Erdbeben zerstört; Reste des Baus sind im Johanniterkastell St. Peter verbaut. Einige der Skulpturen wurden ins Britische Museum nach London gebracht.
Nach der Zerstörung durch Alexander den Großen erlangte Halikarnassos nie mehr seine frühere Bedeutung.
Das Kastell St. Peter (Bodrum Kalesi) wurde 1420 von Kreuzrittern errichtet und fiel 1523 den Osmanen kampflos in die Hand, als die Johanniter Rhodos aufgaben. Die Osmanen nutzten sie bis ins 20. Jahrhundert als Ort für Verbannte.
In der frühen Neuzeit sank Bodrum auf den Status eines unbekannten und abgelegenen Fischerdorfes herab.
Den Anstoß zu seiner heutigen Entwicklung als Erholungsort und Künstlerkolonie gab der Dichter und Maler Cevat Şakir. Nach Bodrum verbannt, versammelte er seine Künstlerfreunde um sich, begründete die „Blauen Reisen“ mit den ortsüblichen Gulets und kreierte das inzwischen typische weißgestrichene Flachdachhaus mit den charakteristischen Dachecken. So wurde der „Fischer von Halikarnassos“ zum Begründer des heutigen Touristenbooms.

## Kultur und Sehenswürdigkeiten

### Museen
Im Kastell St. Peter befindet sich ein sehenswertes Unterwassermuseum. Prunkstück ist das Schiff von Uluburun, ein Wrack aus der Bronzezeit, das samt Ladung und Ausstattung gehoben wurde. Über die Herkunft des Schiffes gibt es viele Vermutungen, da man im Wrack Gegenstände aus dem mykenischen Griechenland, Zypern, Kanaan, Persien, Ägypten und Assyrien fand und die persönliche Habe der Besatzung ebenfalls aus vielen Ländern stammte. Möglicherweise war ein großer Teil der Ladung für einen mykenischen Palast bestimmt, aber es kann auch sein, dass Kaufleute an Bord waren, von denen einer jene hölzerne Schreibtafel benutzte, die ebenfalls erhalten blieb.
Seit 2011 gibt es ein Meeres-Museum („Deniz Müzesi“), das sich der jahrhundertelangen Schiffbau-Tradition widmet. Es gibt eine große Sammlung von Schiffsmodellen; auf Schautafeln und Fotos wird die Geschichte des Schiffbaus, des Fischfangs, der Schwammfischerei und der Passagierschifffahrt dokumentiert. Außerdem zeigt eine umfangreiche Dauerausstellung Muscheln aus aller Welt.

### Bauwerke
Aus der Antike erhalten blieben das Myndos-Tor mit Teilen der Stadtmauer, das Theater am Berghang sowie einige Tempelreste und im ganzen Ort verteilte Spolien. Ferner sind die bei Grabungen zu Tage gekommenen geringen Überreste des Mausoleums von Halikarnassos zu besichtigen.
Bodrums charakteristische weiße Häuser ziehen sich ringsum an den Hängen hoch. Die Bühne bildet der ideale natürliche Hafen mit der vorgelagerten Kreuzritterburg (Kastell St. Peter).
Das Kastell St. Peter (Bodrum Kalesi) ist fast vollkommen erhalten und kann sich mit den prächtigsten Ritterburgen Europas wie Chillon oder Château Gaillard messen, seine Wehre und Türme sind teils fränkischer, teils byzantinischer Herkunft. Noch heute beherbergt es reichen figürlichen Schmuck diverser Epochen.

## Wirtschaft und Infrastruktur

### Bootsbau
Bodrum war in der Antike ein Zentrum des Bootsbaus, mindestens seit der Zeit des Mausolos II. Ptolemaios ließ hier im 3. Jahrhundert v. Chr. seine Kriegsschiffe bauen. Heute in der Gegend gebaute Gulets haben große Ähnlichkeit mit den Dickschiffen für den Transport und den Langschiffen der Antike für den Kampf, wie sie auch bei Homer beschrieben sind. Diese traditionellen Segelschiffe werden heute gerne für den Tourismus genutzt.

### Tourismus
Dank seiner Lage und des warmen, aber windreichen Mittelmeerklimas hat Bodrum wachsenden touristischen Zustrom, dem die Umgebung ihren wirtschaftlichen Aufschwung verdankt. Die Sommergäste kommen vor allem aus Großbritannien, den Niederlanden, Deutschland und in wachsender Zahl aus osteuropäischen Ländern und den Nachfolgestaaten der Sowjetunion. Viele Familien aus Istanbul und Ankara verfügen hier über ein Sommerhaus und betrachten die Stadt als ihre Ferienresidenz. In Bodrum herrschen ideale Bedingungen für Surfen, Tauchen und alle Arten des Wassersports. Durch örtliche/staatliche Auflagen ist das Bauen in Bodrum auf maximal zwei Geschosse begrenzt, was Bodrum von anderen türkischen Touristenorten unterscheidet.

### Verkehr
Bodrum besitzt einen Yachthafen sowie den ca. 30 km vom Stadtkern entfernten internationalen Flughafen Bodrum-Milas.
Weiter entfernt liegende Flughäfen mit internationalen Anbindungen gibt es in den Städten Izmir und Dalaman.
Vom Autobusbahnhof der Stadt führen ausgezeichnete Verbindungen zu zahlreichen Großstädten der Türkei. Die Fernstraße D 330 (Devlet yolu 330) verbindet Bodrum über fast 1.000 Kilometer mit dem Landesinneren, der Region Malatya.

## Persönlichkeiten
- Mausolos II., karischer Herrscher im 4. Jahrhundert v. Chr.
- Artemisia I., Herrscherin und Kriegsschiffskapitänin unter Xerxes I. im 5. Jahrhundert v. Chr.
- Artemisia II., Gemahlin des Mausolos II.
- Herodot, griechischer Geschichtswissenschaftler und Völkerkundler im 5. Jahrhundert v. Chr.
- Dionysios von Halikarnassos (ca. 54 v. Chr. – ca. 7 v. Chr.), antiker griechischsprachiger Rhetor, Schriftsteller und Geschichtsschreiber
- Avram Galanti Bodrumlu (1873–1961), türkischer Autor, Philosoph und Journalist jüdischen Glaubens
- Emmanuel Zairis (1876–1948), griechischer Maler
- Cevat Şakir (1886–1973), türkischer Schriftsteller und Journalist
- Zeki Müren (1931–1996), türkischer Dichter, Komponist und Sänger
- Janet Akyüz Mattei (1943–2004), amerikanische Astronomin und Planetologin
- Aysu Türkoğlu (* 2001), Schwimmerin

## Fotografische Impressionen aus Bodrum

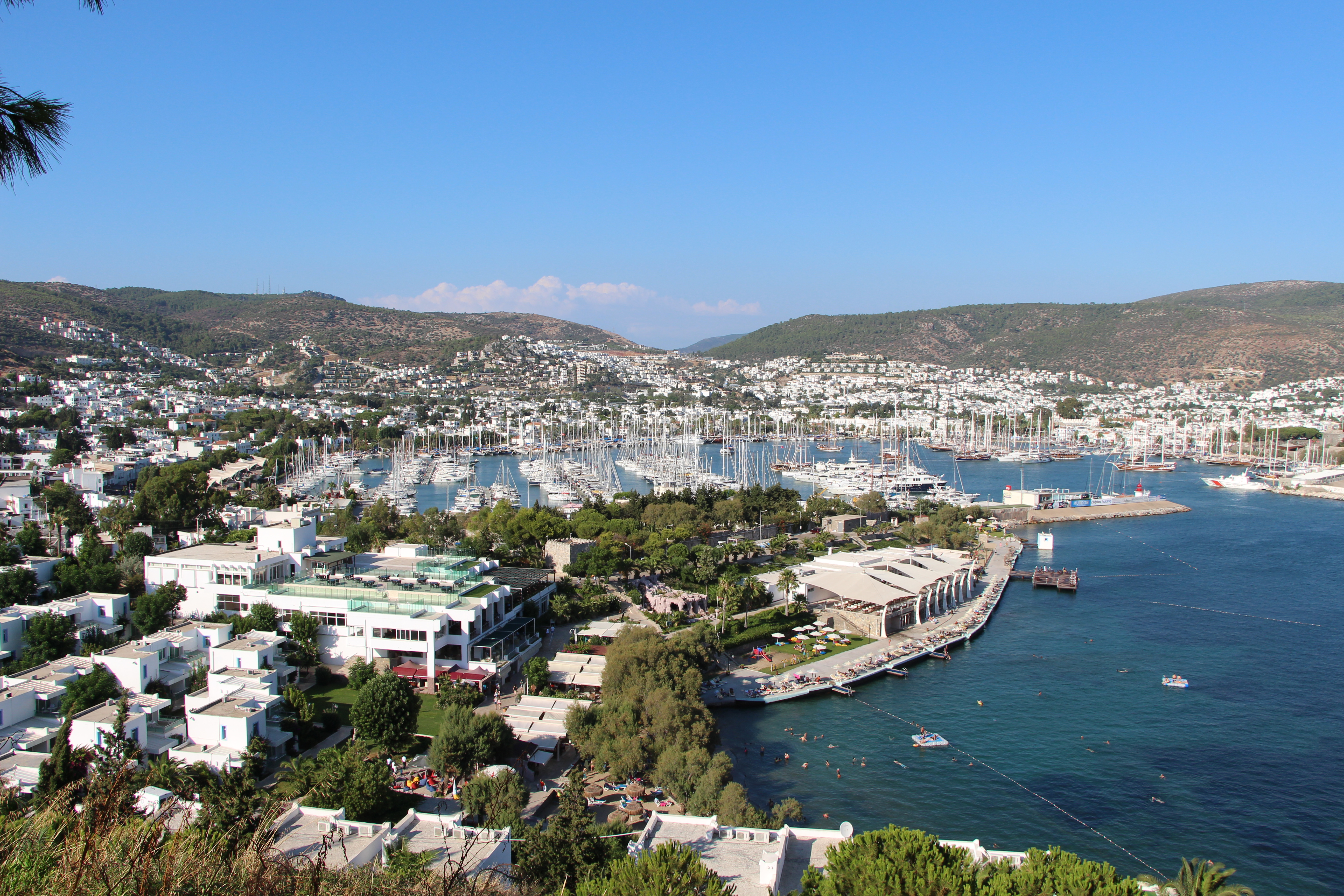
Bodrum
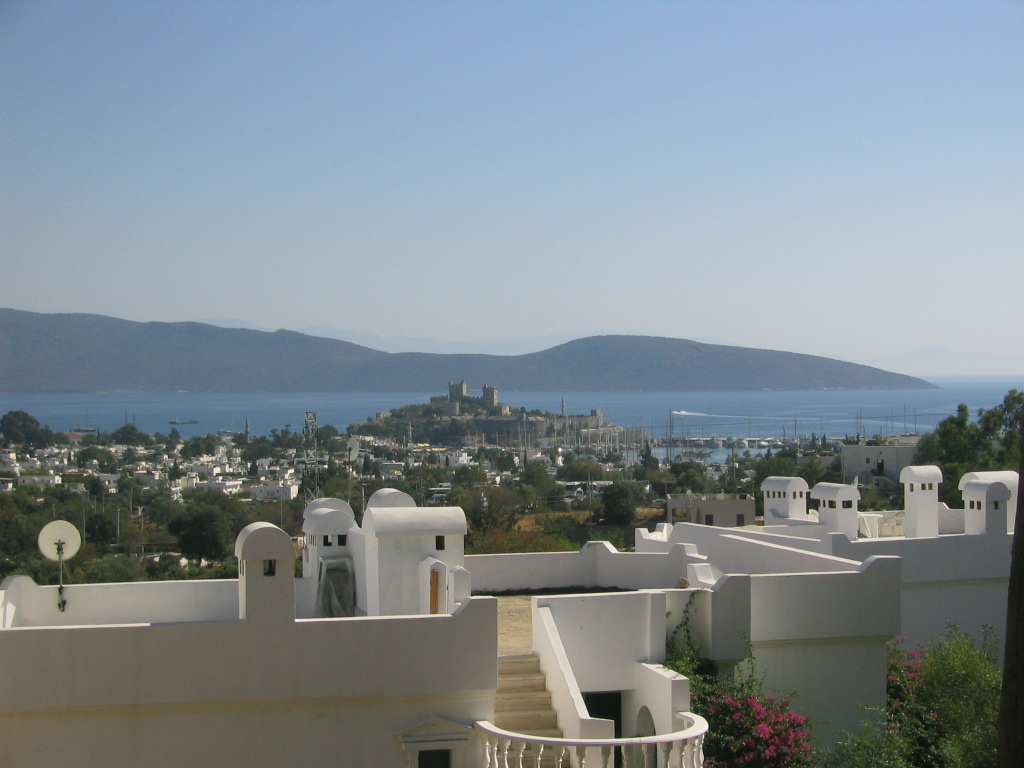
Kastell vom Allgemeinen Krankenhaus gesehen
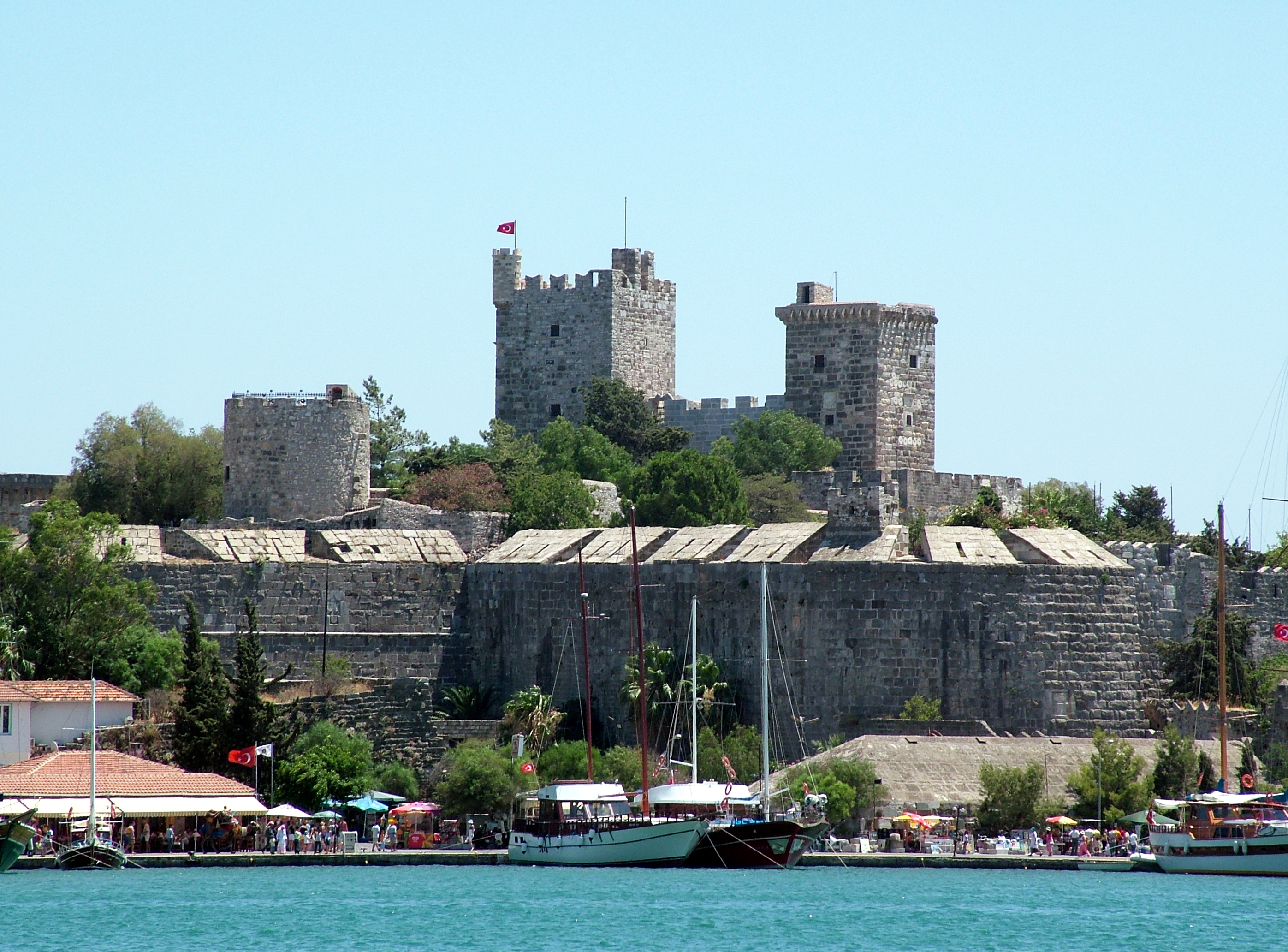
Kastell
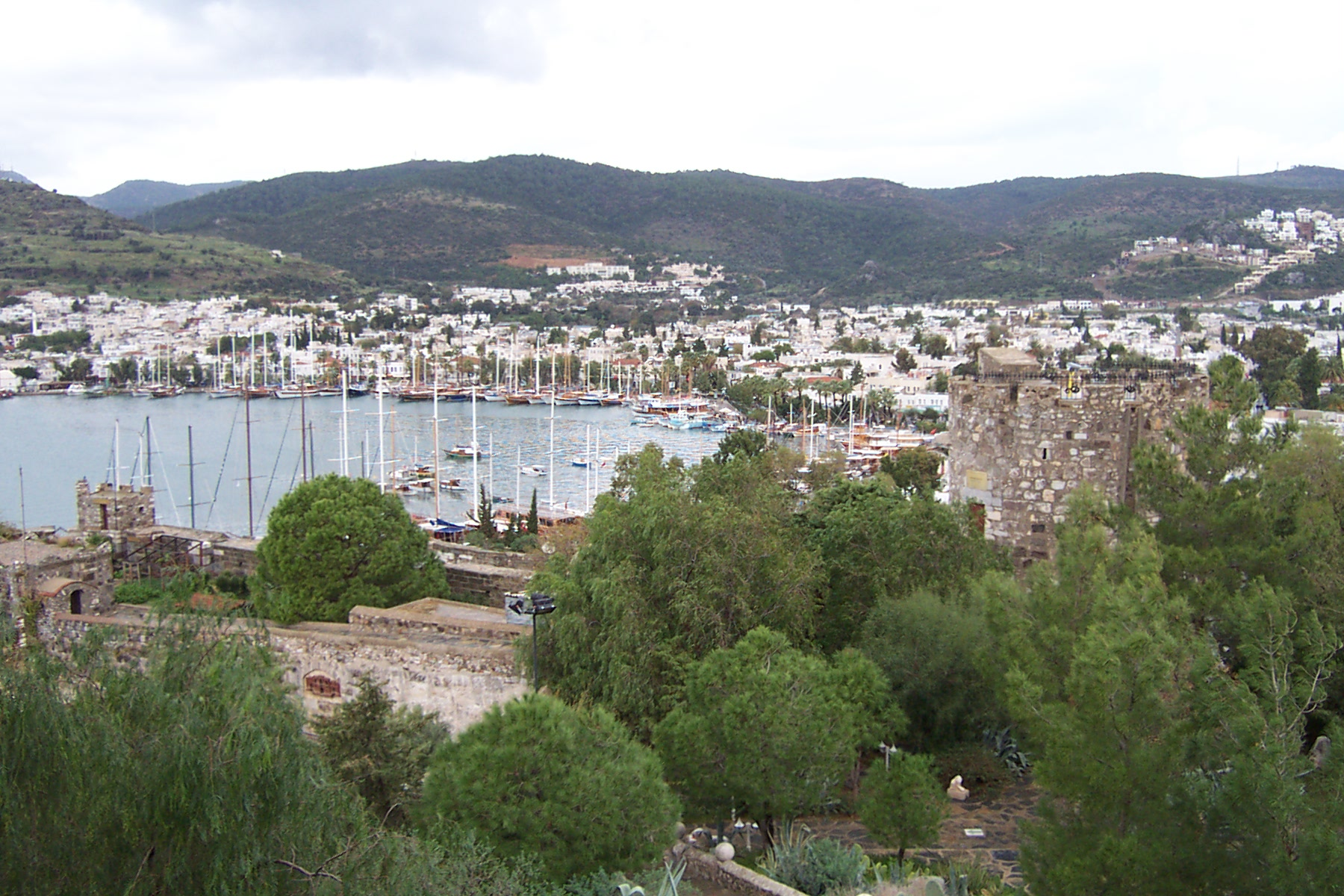
Blick von der Burg auf den Yachthafen
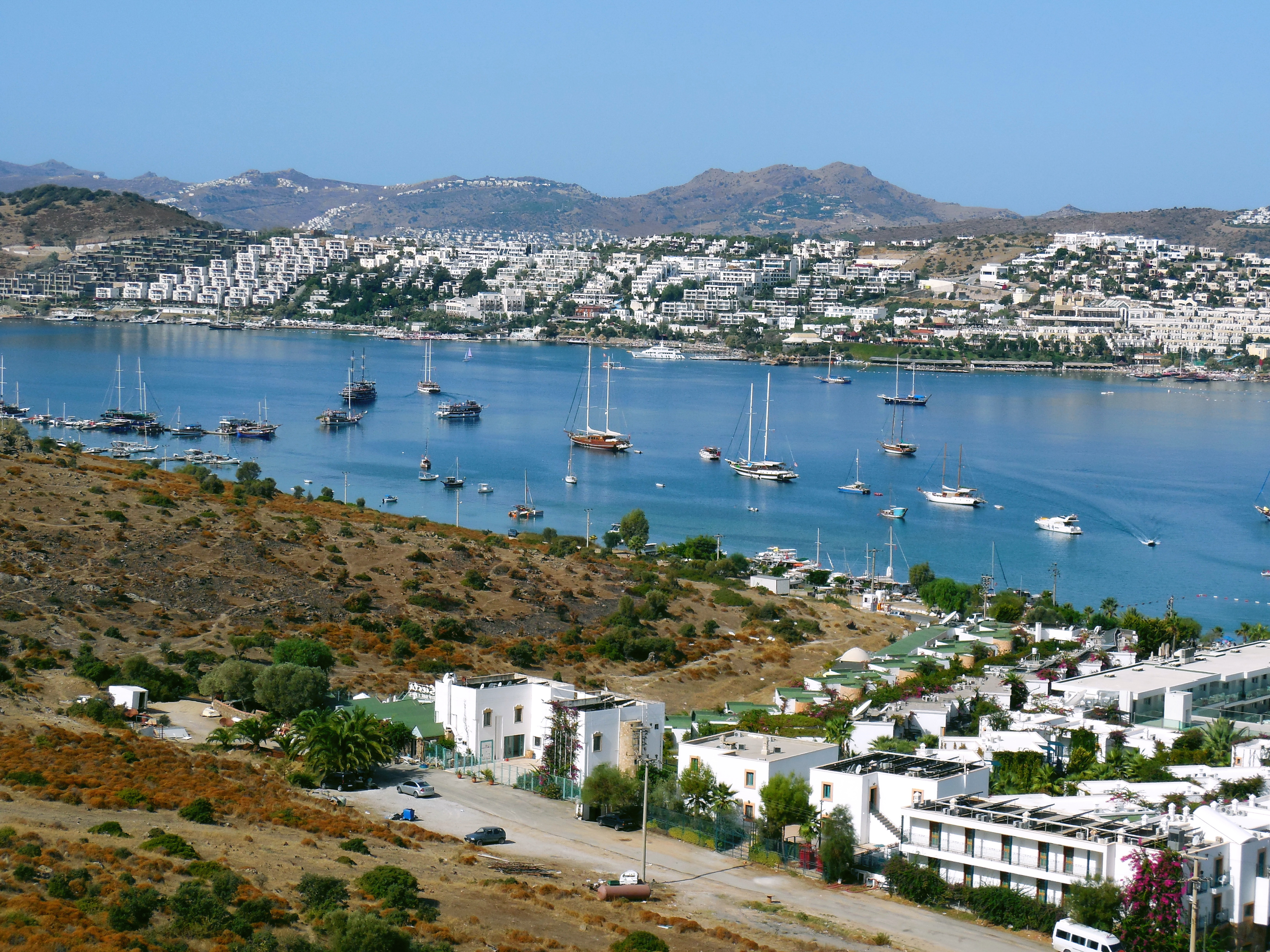
Küstengebiet von Bodrum
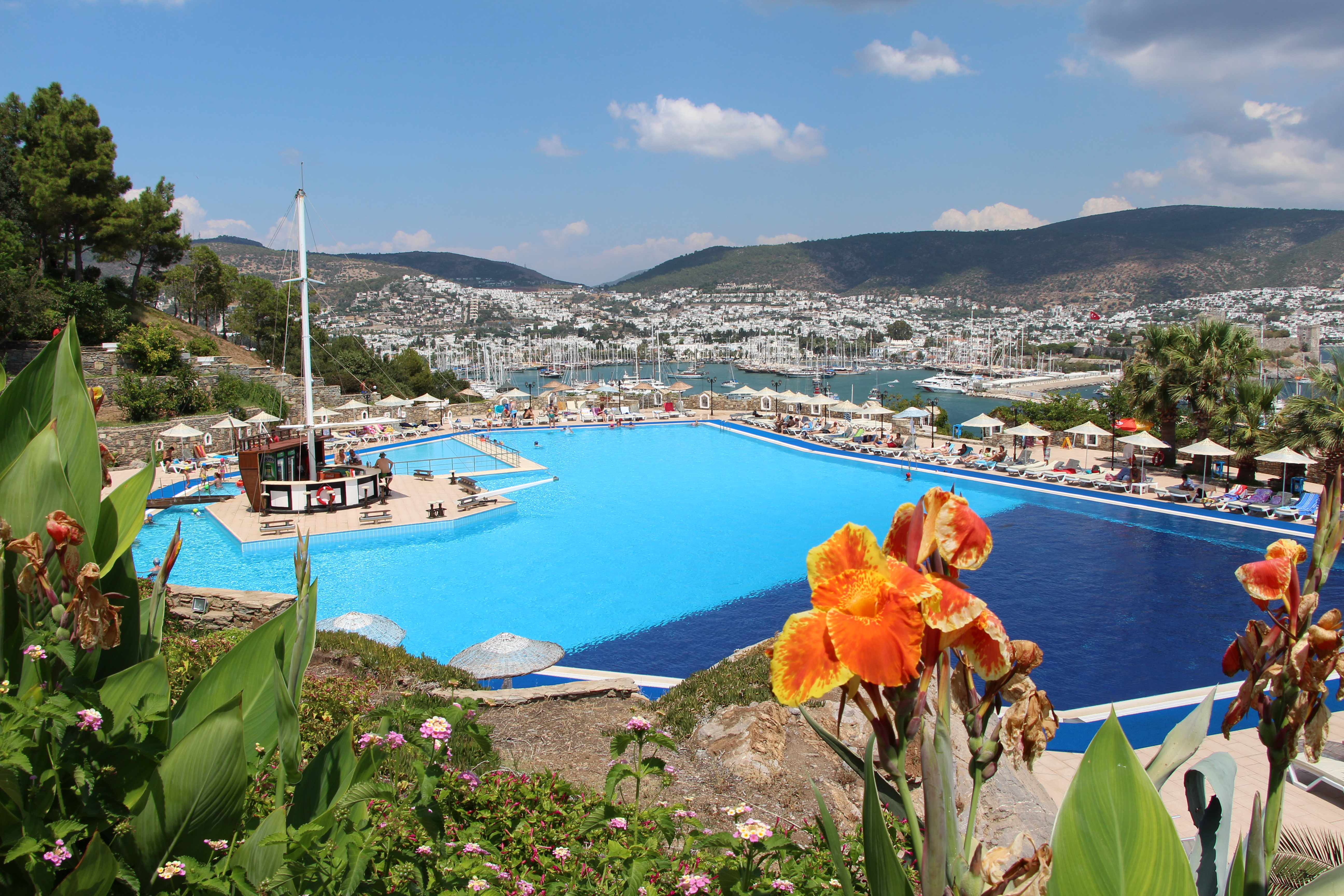
Die Marina von Bodrum
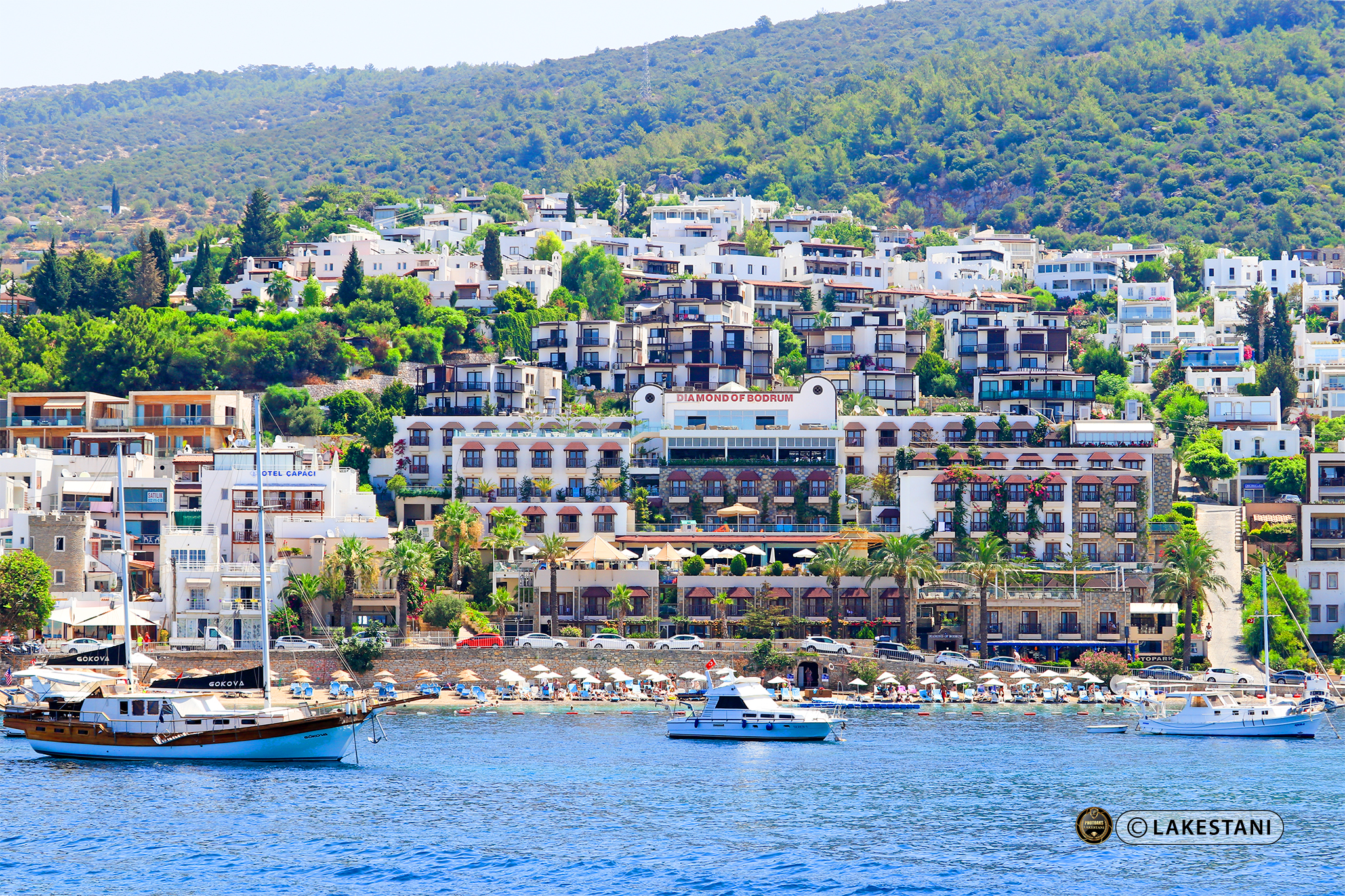
Stadtansicht
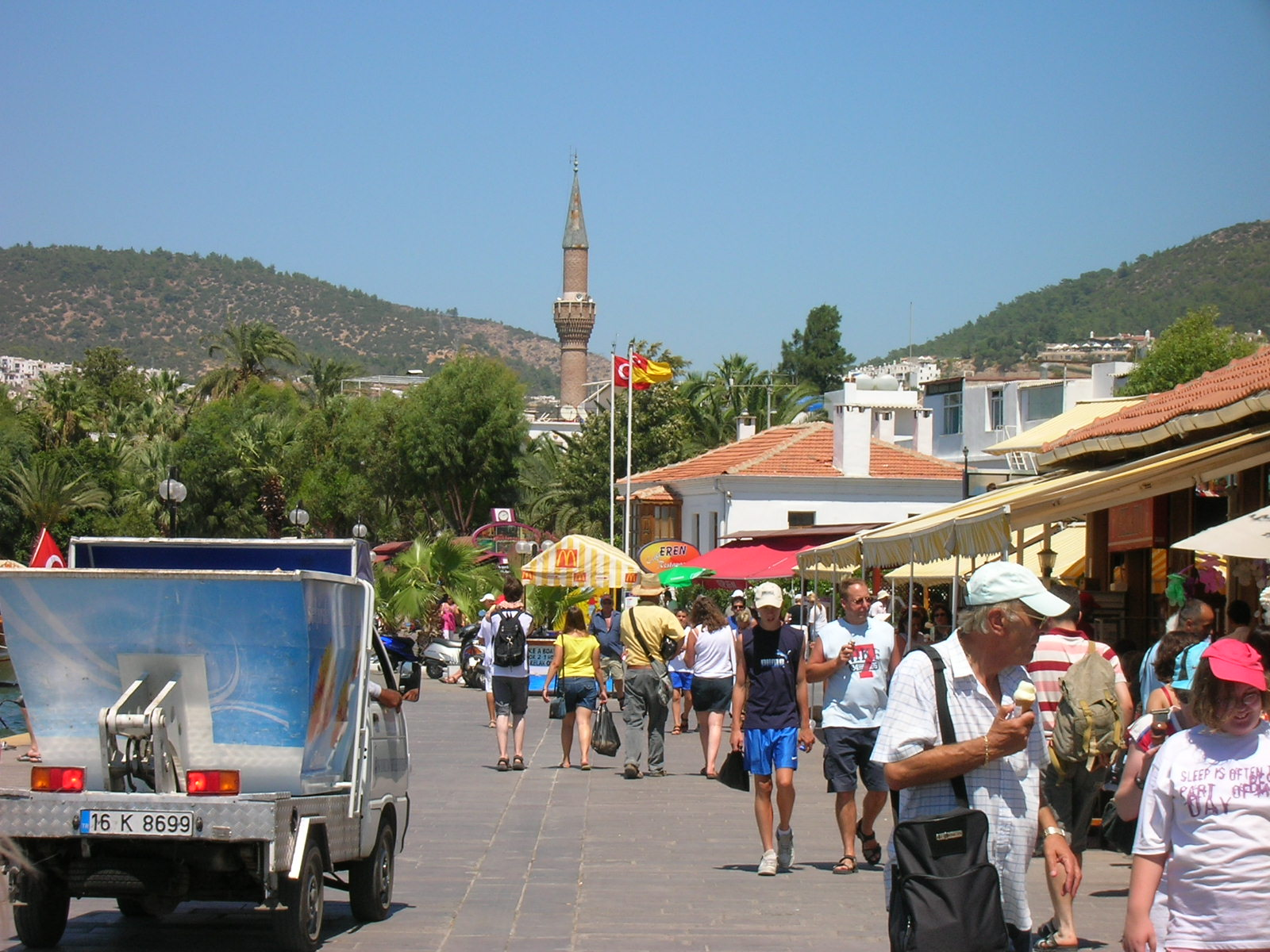
Straßenszene auf dem Boulevard

## Partnerstädte
- Eskişehir (Provinz)
- Borçka / Artvin
- Milas / Muğla
- Houmt Souk / Tunesien[3]